# Holcopelte
Holcopelte är ett släkte av steklar som beskrevs av Förster 1856. Holcopelte ingår i familjen finglanssteklar.
Kladogram enligt Dyntaxa:
| Holcopelte | \| \| Holcopelte obscura \| \| \| \| \| \| Holcopelte sulciscuta \| \| \| \| |
|            | \| \| Holcopelte obscura \| \| \| \| \| \| Holcopelte sulciscuta \| \| \| \| |
|            | Holcopelte obscura                                                           |
|            |                                                                              |
|            | Holcopelte sulciscuta                                                        |
|            |                                                                              |